# Vitex congolensis
Vitex congolensis là một loài thực vật có hoa trong họ Hoa môi. Loài này được De Wild. & T.Durand miêu tả khoa học đầu tiên năm 1899.